# Alfonso II av Asturien
Alfonso II av Asturien, död 842, var kung av Asturien mellan 791 och 842.